# Delphinium kolymense
Delphinium kolymense är en ranunkelväxtart som beskrevs av A.P. Khokhryakov. Delphinium kolymense ingår i släktet storriddarsporrar, och familjen ranunkelväxter. Inga underarter finns listade i Catalogue of Life.